# Höganäs BK
Höganäs  eller Højenæs  Boldklub (HBK), er en fodboldklub fra Höganäs/Højenæs  i Skåne.
Skåne-fodboldens vugge står i Kullen, eftersom præsten Lars Hallén tog sporten til Skåne fra Sjælland med danske minearbejdere, og Skånes repræsentanter i det svenske mesterskab i fodbold plejede derfor under de første år være Væsby fodboldklub.  . Höganäs/Højenæs førte denne arv videre. 
Klubben, der blev stiftet i år 1913, spillede mellem sæsonerne 1931/32 og i 1960 hele 28 sæsoner i den næsthøjeste division i fodbold. Sæsonen 1952/53 endte de på anden plads bag Kalmar FF som gik direkte op til førstedivisionen Allsvenskan. 
Hjemmebane er Höganäs/Højenæs Sportcenter i Lerbjerget siden 2015   På Julivallen/Julivolden  den gamle hjemmebane, er tilskuerrekorden 5.283 tilskuere mod Halmsted BK i næsthøjeste ligaen (nuværende Superettan) 25 oktober 1953.